# 宇野氣站

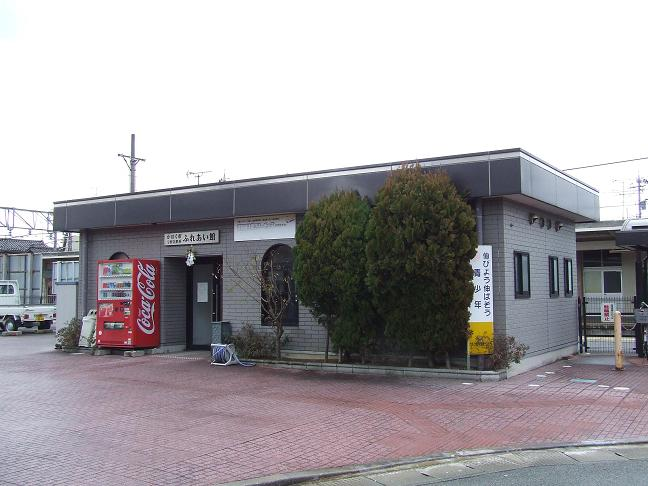
後出口（2009年6月）

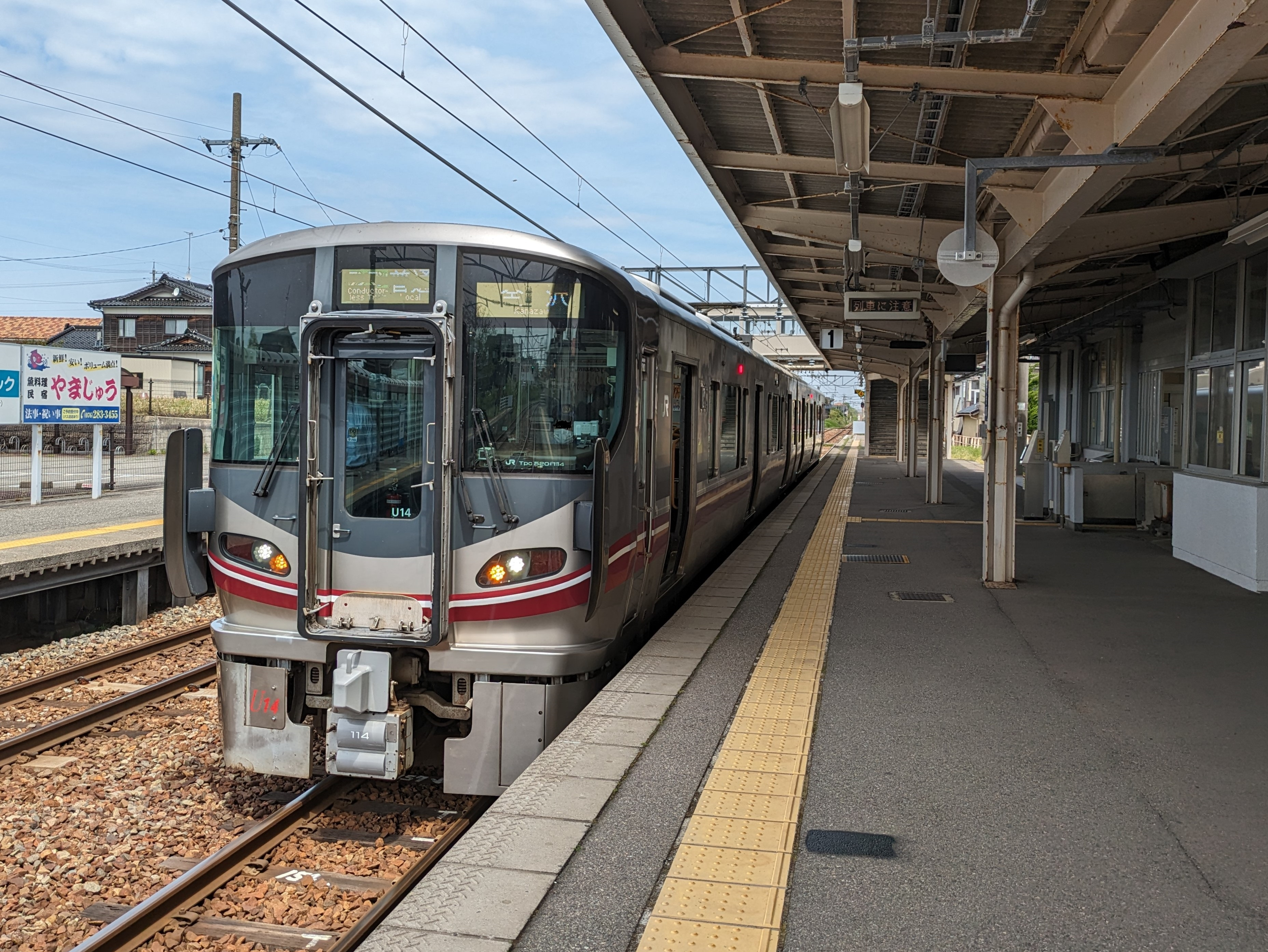
月台（2024年4月）

宇野氣站（日语：／ Unoke eki */?）是位於石川縣河北市宇野氣千（チ）70番5號，西日本旅客鐵道（JR西日本）的七尾線車站。
此站為河北市代表車站。特急「能登篝火」的上行3班（2號、8號、10號）和下行3班（3號、7號、9號）停靠此站。

## 歷史
- 1898年（明治31年）4月24日 - 七尾鐵道 津幡臨時停車站（本津幡站的前身） - 七尾站 - 矢田新站（後來為七尾港站）之間開通，此站啟用[1]。為旅客和貨物車站。
- 1907年（明治41年）7月1日 - 七尾鐵道根據鐵道國有法（日语：鉄道国有法）而國有化。成為帝國鐵道廳（國鐵）車站。
- 1909年（明治42年）10月12日 - 制定路線名稱，此站成為七尾線車站。
- 1961年（昭和36年）4月1日 - 終止貨物起卸業務。
- 1987年（昭和62年）4月1日 - 伴隨國鐵分割民營化，車站由西日本旅客鐵道（JR西日本）營運。

## 車站構造
車站是一座地面車站，設有2面2線的相對式月台。設有兩座車站大樓，東出口（上行月台側）為混凝土平房建築，西出口（下行月台側）的車站大樓內設有「宇野氣站西親睦館」。各月台之間設有跨線橋連接。
此站是由七尾鐵道部管理的業務委託車站（委托JR西日本金澤MAINTEC負責車站業務）。此站設有綠色窗口。

### 月台
| 月台 | 路線    | 上下行 | 方向           |
| ---- | ------- | ------ | -------------- |
| 1    | ■七尾線 | 上行   | 津幡、金澤方向 |
| 2    | ■七尾線 | 下行   | 羽咋、七尾方向 |

停站列車會按不同方向使用不同月台，但是1號月台可讓下行列車進站、離站。

## 使用狀況
在2018年（平成30年）度，1日平均乘車人次為1,306人。
河北市宇野氣是金澤的睡房城市，許多通勤乘客會乘車前往金澤方向。
根據「石川縣統計書」和「津幡町統計書」，以下列出近年1日平均乘車人次：
| 年度   | 1日平均 乘車人次 |
| ------ | ---------------- |
| 1997年 | 1,536            |
| 1998年 | 1,566            |
| 1999年 | 1,531            |
| 2000年 | 1,495            |
| 2001年 | 1,425            |
| 2002年 | 1,337            |
| 2003年 | 1,309            |
| 2004年 | 1,252            |
| 2005年 | 1,221            |
| 2006年 | 1,191            |
| 2007年 | 1,203            |
| 2008年 | 1,223            |
| 2009年 | 1,236            |
| 2010年 | 1,197            |
| 2011年 | 1,189            |
| 2012年 | 1,217            |
| 2013年 | 1,275            |
| 2014年 | 1,148            |
| 2015年 | 1,338            |
| 2016年 | 1,318            |
| 2017年 | 1,316            |
| 2018年 | 1,306            |

## 車站周邊
- 河北市政廳[1]（前・宇之氣町公所）
- 河北市立宇之氣中學（日语：かほく市立宇ノ気中学校）
- 河北市立宇之氣小學
- PFU總社開發中心
- 石川縣西田幾多郎紀念哲學館
- AEON Mall河北（日语：イオンモールかほく）
- 能登里山海道 白尾交匯處（日语：白尾インターチェンジ）
- 北國銀行（日语：北國銀行）宇之氣分店
- 宇之氣郵局

## 巴士路線

### 東出口
- 河北市福祉巡回巴士[3]
- 北陸鐵道巴士 內灘線（經上諸江、金澤站西口、香林坊 前往兼六園下、金澤城）[4]
- 前往「AEON Mall河北」的免費穿梭巴士[5]

### 西出口
- 從西出口步行5分鐘即可到達「宇之氣」巴士站，在該站曾經可乘坐北鐵能登巴士（日语：北鉄能登バス）高松線（津端中央-本津幡站-高松站），該線在2009年（平成21年）9月30日後廢止。

## 相鄰車站
西日本旅客鐵道
■七尾線
- 部分特急「能登篝火」停車站

能瀨－宇野氣－橫山

## 註腳
1. 1 2 3 4 5 6 7 8  . 週刊朝日百科. 43号 富山駅・高岡駅・和倉温泉駅ほか. 朝日新聞出版. 2013-06-16: 26 （日语）.
2. ↑   (PDF). 石川県: 106.   [2020-04-10]. （原始内容存档 (PDF)于2020-10-17） （日语）.
3. ↑   (PDF).   [2020-08-08]. （原始内容存档 (PDF)于2020-10-23） （日语）.
4. ↑   (PDF).   [2020-08-08]. （原始内容存档 (PDF)于2020-10-23） （日语）.
5. ↑  .   [2020-08-08]. （原始内容存档于2020-10-19） （日语）.

## 外部連結
- 宇野氣｜車站資訊：JR出門網 - 西日本旅客鐵道（日語）